# Atletismo nos Jogos Pan-Americanos de 1979 - 5000 m masculino
A prova dos 5000 m masculino nos Jogos Pan-Americanos de 1979 foi realizada em San Juan, Porto Rico.

## Medalhistas
| Ouro                               | Prata                           | Bronze                   |
| Matt Centrowitz USA Estados Unidos | Herb Lindsay USA Estados Unidos | Rodolfo Gomez MEX México |

## Resultados
| Posição           | Nome            | Nacionalidade      | Tempo   | Notas |
| ----------------- | --------------- | ------------------ | ------- | ----- |
| Medalha de ouro   | Matt Centrowitz | USA Estados Unidos | 14:01.0 |       |
| Medalha de prata  | Herb Lindsay    | USA Estados Unidos | 14:04.1 |       |
| Medalha de bronze | Rodolfo Gomez   | MEX México         | 14:05.0 |       |
| 4                 | Enrique Aquino  | MEX México         | 14:05.9 |       |
| 5                 | Peter Butler    | CAN Canadá         | 14:07.6 |       |
| 6                 | Jaime Vélez     | PUR Porto Rico     | 14:17.2 |       |
| 7                 | Víctor Mora     | COL Colômbia       | 14:17.7 |       |
| 8                 | Jorge Monín     | ARG Argentina      | 14:21.3 |       |